# Thymus (genre végétal)
Thym
«  Thym » redirige ici. Pour les articles homophones, voir Tain, Thin et Tin.
Pour les articles homonymes, voir Thymus.
Genre
Classification phylogénétique
Thymus est un genre de plantes à fleurs (dont certaines espèces sont couramment appelées thym ou serpolet) de la famille des Lamiacées. Ce genre comporte plus de 300 espèces. Elles sont originaire d'Europe, d'Afrique, d'Asie et du Groenland. Ce sont des plantes rampantes ou en coussinet portant de petites fleurs rose pâle ou blanches. Ces plantes sont riches en huiles essentielles et à ce titre font partie des plantes aromatiques. La principale huile essentielle du thym commun (Thymus vulgaris) est un terpénoïde qui lui doit son nom, le thymol, une substance bactéricide. Dans le sud de la France, le thym est aussi fréquemment appelé farigoule (de son nom provençal : farigoulo).

## Étymologie
Le nom de « Thym » est la francisation de Thymus qui désignait en latin plusieurs Lamiacées aromatiques de petite taille, lui-même issu du grec θύμον / thúmon, « thym ». Le nom provient de l'égyptien tham (nom d'une plante servant à embaumer les corps) ou de la racine grecque thy, signifiant « exhaler une odeur ».

## Description
- Plantes vivaces, à limbe foliaire entier.
- Inflorescence formée, au moins dans sa partie supérieure de glomérules rapprochés en forme de capitule ou d’épi dense.
- Pour l’examen de la répartition des poils sur la tige, on se basera de préférence sur le 2e entrenœud sous l’inflorescence.
- Étamines dépassant la lèvre supérieure de la corolle (au moins 2 d’entre elles), à filets divergents.

Diverses espèces de thym se plaisent généralement bien dans le Sud de la France grâce au climat chaud.
Le genre Thymus peut être divisé en 8 sections et 12 sous-sections :
- I. Sect. Micantes
- II. Sect. Mastichina
- III. Sect. Piperella
- IV. Sect. Teucrioides
- V. Sect. Pseudothymbra 
  - 1. Subsect. Pseudothymbra
  - 2. Subsect. Anomalae

- VI. Sect. Thymus
  - 1. Subsect. Thymastra
  - 2. Subsect. Thymus
- VII. Sect. Hyphodromi
  - 1. Subsect. Subbracteati
  - 2. Subsect. Serpyllastrum
  - 3. Subsect. Thymbropsis
- VIII. Sect. Serpyllum
  - 1. Subsect. Insulares
  - 2. Subsect. Kotschyani
  - 3. Subsect. Pseudopiperellae
  - 4. Subsect. Isolepides
  - 5 . Subsect. Alternantes

### Espèces
Selon Ramon Morales, il y aurait 250 taxons répertoriés. Voici les plus connus.
- Thymus alpestris, thym alpestre
- Thymus capitatus, thym Zaatar
- Thymus x citriodorus (hybride), thym citron
- Thymus dolomiticus, thym de la dolomie
- Thymus embergeri , thym d'Emberger
- Thymus herba-barona, thym de Corse
- Thymus holosericeus Celak.,
- Thymus nitens, thym luisant
- Thymus oenipontanus , thym d'Innsbruck
- Thymus officinalis, thym officinal
- Thymus polytrichus, thym à pilosité variable
- Thymus praecox, thym couché
- Thymus pseudolanuginosus, thym laineux
- Thymus pulegioides, thym à larges feuilles
- Thymus serpyllum, thym sauvage, serpolet
- Thymus vulgaris, thym cultivé ou thym commun

### Biotope
On retrouve le thym cultivé en Europe occidentale. Il est aussi implanté en Europe de l'Est et du Sud, principalement cultivé en jardin. De petite taille, la plante prend la forme de sous-arbrisseau.

### Pharmacologie
Le thymol et le carvacrol sont les composants principaux, ainsi que le para-cymène, le 1,8-cinéol (eucalyptol), le linalol et d'autres monoterpènes, triterpènes, flavonoïdes.
Les espèces peuvent être regroupées selon des chémotypes identifiés par la richesse en certains composants :
- chémotype 1 : huile riche en carvacrol,
- chémotype 2 : huile riche en monoterpènes aromatiques(principalement thymol) et plus pauvre en carvacrol, α-terpinène et méthyl carvacrol,
- chémotype 3 : huile riche en 1,8-cinéol,
- chémotype 4 : huile riche en linalol,
- chémotype 5 : huile riche en citral,
- chémotype 6 : huile riche en a-terpinéol,
- chémotype 7 : huile riche en monoterpènes aromatiques et bornéol,
- chémotype 8 : huile riche en géraniol,
- chémotype 9 : huile riche en 1,8-cinéol, camphre et thymol,
- chémotype 10 : huile riche en cis- et trans-hydrates de sabinène et terpinène-4-ol,
- chémotype 11 : huile riche en cétone,
- chémotype 12 : huile riche en citronellal.

## Culture
Le thym est très résistant. Il a besoin de soleil et pousse à l'état sauvage sur les collines arides et rocailleuses des régions méditerranéennes jusqu'à 1 500 à 2 000 mètres d'altitude.
Les plantations s'effectuent tous les 30 cm. À chaque printemps, il est préférable d'engraisser la terre avec de l'engrais ou de la poudre d'os et de couper la plante de moitié pour favoriser l'apparition de nouvelles pousses. Par contre, il ne faut pas mettre de l'engrais durant l'été car cet apport tardif de nutriments encourage la pousse de jeunes rameaux qui sont moins résistants aux gelées. Pour la culture en pot, utilisez une terre drainante. Comme le thym supporte mal les terres humides, mieux vaut l'installer sur une butte afin de faciliter le drainage.
La taille se pratique après la floraison.
Le thym peut se reproduire par :
- semis ;
- division de racines ou de touffes au printemps ;
- marcottage ;
- ou bouturage estival.

Il faut renouveler les plants tous les trois ans sinon la tige devient trop ligneuse et les feuilles perdent leur goût si caractéristique.

## Histoire
Les Égyptiens et les Étrusques utilisaient le thym mélangé aux onguents pour embaumer leurs morts. Les Grecs en brûlaient devant l'autel de leurs dieux, les places publiques et les riches demeures, pensant que cette plante était source de courage ; ils en mettaient aussi dans leurs plats ; le thym était aussi utilisé à profusion comme parfum stimulant qu'ils versaient dans leur bain ou dont ils s'oignaient le corps. La légende veut que Pâris enleva Hélène et que la princesse était fort triste : à chaque larme qui tombait de ses yeux sur le sol, naissait une touffe de thym. Théophraste connaissait deux espèces de thym, l’un blanc, médicinal et très mellifère, l’autre noir, « qui corrompt l’organisme et suscite la bile ».
Les Romains, la diffusant en Europe, en faisaient de nombreuses sortes de cosmétiques (eau de toilette parfumant même leurs couches, baume censé retarder le vieillissement) et s'en servaient pour purifier leurs pièces d'habitation et pour « donner du parfum aux fromages et liqueurs. ».
Ce symbole de courage se perpétue au Moyen Âge, notamment lors des Croisades. Les damoiselles brodaient des abeilles voletant près d'une branche de thym sur les écharpes qu'elles offraient à leur chevalier qui partait trop loin de leur cœur. Les sorcières fabriquaient des philtres d'amour à base de marjolaine, de thym, de verveine et de fleurs de myrte. Il était aussi placé sous les oreillers (car il favoriserait le sommeil en chassant les cauchemars et la mélancolie) et sur les cercueils lors des funérailles car on pensait qu'il facilitait le passage dans l'autre vie.
Dans le langage des fleurs, il est symbole de courage, amour durable, esprit de créativité, dynamisme et résistance physique.
Le thym est la plante correspondant au 28 prairial du calendrier républicain.
En 1848, la Farigoulo, nom provençal du thym, est adopté par les montagnards provençaux comme emblème de la République,. Lors des manifestations républicaines, les montagnards chantent en provençal : « Planten, planten la farigoulo, republican, arrapara ! Fasen, fasen la farandoulo e la Mountagno flourira » (Plantons le thym, républicain il s’enracinera ! Faisons la farandole et la Montagne fleurira).

## Utilisations
- Le thym est utilisé comme aromate en cuisine et comme plante médicinale, dans les tisanes ou même dans les bonbons (Ricola par exemple).

### Culinaire

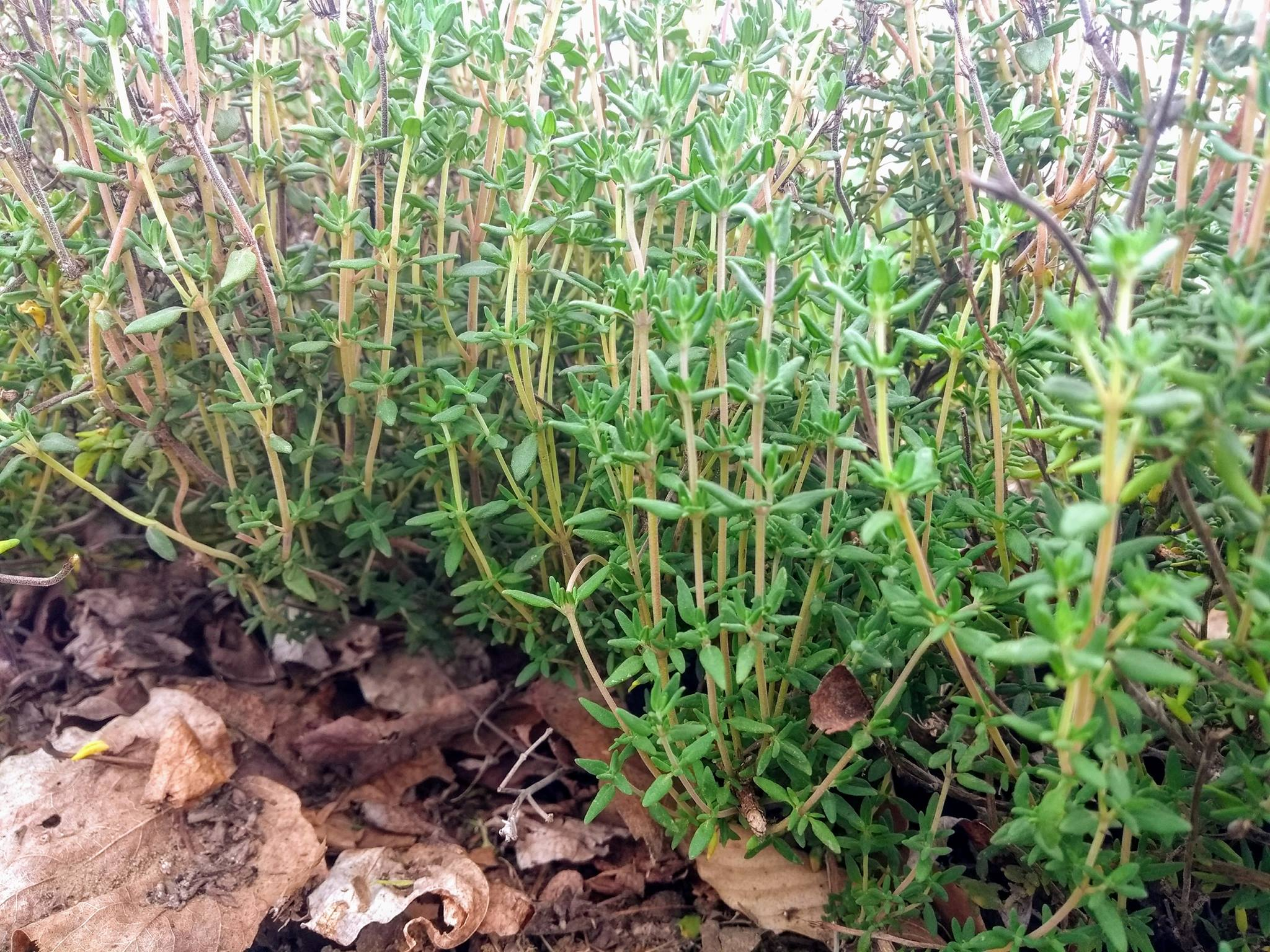
Thym français cultivé pour l'usage culinaire.

Le thym est une herbe de Provence, c'est-à-dire une plante condimentaire très utilisée en particulier dans la cuisine provençale et rurale.
Avec le laurier, le persil, le romarin, l'origan, il fait partie du bouquet garni qui relève de nombreuses recettes de viande en sauce.
Il est aussi l'un des principaux ingrédients du zaatar, mélange d'épices utilisé au Moyen-Orient.

### Importance en Provence
En Provence, le thym aux arômes caractéristiques de la garrigue provençale, nommé alors farigoule, est essentiel dans beaucoup de préparations culinaires. Il y est réputé antiseptique et entre dans la constitution de l'aïgo boulido un plat simple connu aussi comme remède.
Depuis 2018, il bénéficie d'une indication géographique protégée IGP Thym de Provence. 

### Propriétés médicinales
En aromate ou en infusion, c'est un désinfectant des voies digestives[réf. nécessaire] souvent utilisé en association avec le romarin et la sauge. Le thym soulage les digestions difficiles.
L'infusion de thym peut s'utiliser en bain de bouche en cas d'inflammation des gencives et en gargarisme en cas d'irritation de la gorge ou d'angine.
Mais surtout le thym ou des préparations contenant du thym s'utilisent en fumigation pour traiter les rhinites et les sinusites.
La Commission E le conseille contre les inflammations de la gorge et des sinus paranasaux, et contre les symptômes de la bronchite et de la coqueluche.
Le thym peut aussi être utilisé contre les crises de foie et les maladies du foie[Lesquelles ?].

### Plante mellifère
Le thym est une excellente plante mellifère. Sur une superficie d'un hectare, on peut obtenir une production de miel de 125 à 185 kg par an.

### Liqueur
Le thym peut être également utilisé pour fabriquer des liqueurs particulièrement parfumées quand elles sont à base de fleurs ramassées l'été.

## Calendrier
Le 28e jour du mois de prairial est officiellement dénommé jour du thym du calendrier républicain / révolutionnaire français, généralement chaque 16 juin du calendrier grégorien.